# Kisteleki Dóra
Kisteleki Dóra (Budapest, 1983. március 11. –) világbajnok magyar vízilabdázónő.

## Sportpályafutása
A sportolást úszóként kezdte, majd kosárlabdázott. Az 1994-es női vízilabda-világbajnokság hatására kezdett el vízilabdázni. 1998-ban a junior Európa-bajnokságon aranyérmes volt. A következő évben a junior vb-n szerzett bronzérmet. A felnőtt Eb-n bekerült a válogatottba és negyedik helyezett lett. 2000-ben második volt a junior (U19) Eb-n. 2000-ben magyar bajnok és kupa-győztes lett a Szentes színeiben. A BEK-ben harmadik helyezett volt. 2000-ben a BVSC-hez igazolt. 2001-ben a manchesteri ifi Eb-n hatodik lett. A perth-i U20-as világbajnokságon negyedik volt. 2002-ben a junior Eb-n második lett. A 2003-2004-es szezonban a Vasasban szerepelt. Csapatával bajnoki bronzérmes volt. 2003-ban a felnőtt világbajnokságon ötödik, az Európa-bajnokságon második helyezett volt. A következő szezonban Szentesen játszott és második lett a bajnokságban. 2004-ben a válogatottal olimpiai hatodik és világliga ezüstérmes lett.
2005-ben a Bp. Honvéd játékosa lett. Csapatával magyar bajnokságot és szuperkupát nyert. A válogatottal világbajnokságot nyert. A világligában negyedik lett. 2006 őszén gyermeket szült. 2007 áprilisában tért vissza. 2007-ben és 2008-ban újabb magyar bajnokságot nyert. 2008-ban magyar szuperkupát és kupát nyert. 2008-ban negyedik lett az olimpián, harmadik az Európa-bajnokságon.
2009-ben klubjával a BEK négyes döntőjébe jutott. Bajnoki ezüstérmes, és a bajnokság legeredményesebb játékosa lett. A válogatottal hetedik lett az Eb-n. A 2009-2010-es szezontól az olasz Nervi játékosa lett. Csapatával 2010-ben kilencedik helyen végzett az olasz első osztályban. A válogatottal az Európa-bajnokságon ötödik, a világligában hatodik helyezést ért el. A következő szezonban klubjával az alapszakaszban hatodik lett, de a rájátszásban nem jutottak a 4 közé. Az alapszakaszban a harmadik legeredményesebb játékos lett. 2011-ben lemondta a válogatottságot. Az új szezonban a Pro Reccohoz igazolt. Csapatával bajnok és BL-győztes lett és megnyerte a góllövőlistát is.
2012-ben Recco megszüntette női csapatát. Kisteleki a Rapallo Pallanuotohoz szerződött. Újra bajnok és legjobb góllövő lett. 2013 nyarán ismét vállalta a szereplést a válogatottban. A 2013-as női vízilabda-világbajnokságon bronzérmet szerzett.
2014-ben olasz kupagyőztes lett, a bajnokságban negyedik helyen végzett. A góllövőlistán harmadik helyen végzett. A 2014-es Európa-bajnokságon harmadik lett. Szeptemberben a BVSC-hez igazolt.
A 2015-ös női vízilabda-világbajnokságon kilencedik helyen végzett.
2017 nyarán a Ferencvároshoz igazolt. A 2017-18-as szezon végén bejelentette visszavonulását.

## Családja
Édesapja Kisteleki István edző, vállalkozó, sportvezető. Édesanyja Fajt Ágnes válogatott ritmikus sportgimnasztikázó. Testvérei Kisteleki Hanna és Kisteleki Orsolya vízilabdázók. Lánya Lendvay Zoé,  aki édesanyja nyomdokaiba lépve az UVSE vízilabdázója. 2022. február 16-án sporttörténelmi pillanatként először csapott össze a női vízilabda OB I-ben anya a lányával: a III. Kerületi TVE - UVSE mérkőzésen Kisteleki a hazai, Lendvay a vendég csapatban kapott szerepet. Mindkét játékos egy-egy gólt szerzett, Kisteleki pedig bejelentette visszavonulását.

## Díjai, elismerései
- Magyar Köztársasági Bronz Érdemkereszt (2004)
- Magyar Köztársasági Ezüst Érdemkereszt (2008)
- Junior Prima díj (2008)